# Holotrichia pilifrons
Holotrichia pilifrons är en skalbaggsart som beskrevs av Moser 1921. Holotrichia pilifrons ingår i släktet Holotrichia och familjen Melolonthidae. Inga underarter finns listade i Catalogue of Life.